# Campeonato Roraimense de Futebol de 2019
 O Campeonato Roraimense de Futebol de 2019 foi a 64.ª edição do futebol do estado de Roraima. O Campeonato é organizado pela Federação Roraimense de Futebol e começou em 16 de março, tendo previsão para o término em maio. Essa edição conta com seis clubes e seguirá com o mesmo formato de disputa da edição anterior. O campeão ganhará vaga na Copa do Brasil de 2020, Copa Verde de 2020 e os dois primeiros colocados disputarão a Série D de 2020.
Os jogos  foram disputados na capital Boa Vista, no Estádio Ribeirão e na Vila Olímpica Roberto Marinho.

## O certame
Em 8 de fevereiro de 2019, o Conselho Arbitral da Federação Roraimense de Futebol (FRF) e presidentes dos clubes São Raimundo, Atlético Roraima, Baré, River, GAS e o Rio Negro (não se fez presente o representante do Náutico) que irão disputar o Campeonato Roraimense 2019 se reuniram na sede da entidade, para definir a tabela e o regulamento da competição estadual. Ficaram de fora da competição, o Progresso de Mucajaí e a Associação Esportiva Real do município de São Luiz do Anauá. Os presidentes dos clubes Progresso e Real teriam afirmado que devem desistir da competição alegando dificuldades financeiras, e também com falta de apoio para contratar jogadores e comissões técnicas. Também estiveram presentes na reunião o presidente da entidade, José da Gama Xaud, os representantes do Conselho Arbitral, Luiz Eduardo Castilho e Carlos Calheiros. A competição terá início no dia 9 de março com a realização de uma rodada dupla.
Em 25 de fevereiro, o Náutico, campeão estadual duas vezes na década de 2010 (2013 e 2015), comunicou oficialmente em reunião na sede da Federação Roraimense de Futebol (FRF) sua desistência do certame. O clube alegou dificuldade em angariar recursos para montar uma equipe. Com a desistência do Alvirrubro, o Campeonato Roraimense seguirá com seis clubes: Atlético Roraima, Baré, Grêmio Atlético Sampaio (GAS), Rio Negro, River e São Raimundo.
Em 26 de fevereiro, a Federação Roraimense de Futebol (FRF) resolveu alterara a data de início do Estadual para o dia 16 de março ao invés do dia 9, motivado pela desistência do Náutico e por conta das documentações pendentes do River, que retorna à elite do futebol estadual após 11 anos.
Em 5 de março, o River, sem a documentação necessária, fica inapto a disputar o Estadual. O Alvirrubro que havia desistido de competir, ressurgiu na competição quando "herdou" a gestão do Alviverde, que assumiu o departamento de futebol do Náutico. Agora, o River sai da disputa e volta o Alvirrubro. Os times participantes serão: Atlético Roraima, Baré, Grêmio Atlético Sampaio (GAS), Náutico, Rio Negro e São Raimundo.

## Transmissão
Algumas das principais partidas do torneio serão transmitidas pelas emissoras de rádio do estado de Roraima.

## Formato e Regulamento
O Campeonato Roraimense de Futebol de 2019 será disputado em três fases:
- a) 1ª Fase – Taça Boa Vista
- b) 2ª Fase – Taça Roraima
- c) 3ª Fase – Final

O sistema de disputa será com chaveamento. Um sorteio, decidirá os clubes que farão partes das Chaves A e B. No primeiro turno, todos se enfrentam nos respectivos grupos e no returno ocorre o cruzamento de chaves.
Tanto no primeiro como no segundo turno o melhor colocado de cada grupo disputam a final. Caso um mesmo clube vença turno e returno, este será declarado campeão roraimense de 2019 automaticamente. Mas se houver times diferentes campeões, será disputado um confronto decisivo válido pelo título do Estadual.

### Critério de desempate
Os critério de desempate foram aplicados na seguinte ordem:
1. Maior número de vitórias;
2. Maior saldo de gols;
3. Confronto direto;
4. Menor número de gols sofridos;
5. Maior número de gols pró (marcados);
6. Sorteio

## Técnicos
| Equipe           | Técnico                                                       |
| ---------------- | ------------------------------------------------------------- |
| Atlético Roraima | Marcos Bruno (1ª—)                                            |
| Baré             | Fábio Luiz (1ª—5ª) Betinho (6ª—8ª) Fábio Luiz (1ª—)(2º Turno) |
| GAS              | Antonino Moreira (1ª) Sérgio Gois (2ª—)                       |
| Rio Negro-RR     | Jonas Manu (1ª—)                                              |
| Náutico-RR       | Ronaldy Barros (1ª—5ª) Miranda(6ª) Silmar Simão(7ª—)          |
| São Raimundo-RR  | Chiquinho Viana (1ª—)                                         |